# Franz Leuthardt (Biochemiker)
Franz Leuthardt (* 13. September 1903 in Liestal; † 28. August 1985 in Rüschlikon) war ein Schweizer Biochemiker.

## Leben
Er war der Sohn des Naturforschers Franz Leuthardt und studierte Botanik und Mathematik an der Universität Basel und wandte sich dort unter Einfluss von Karl Spiro der Biochemie (damals Physiologische Chemie) zu. 1932 habilitierte er sich bei Spiros Nachfolger Siegfried Edlbacher und wurde 1936 Leiter des Chemischen Labors der Universitätsklinik Zürich. 1937 habilitierte er sich in Zürich in Klinischer Chemie und 1942 wurde er Professor für Physiologische Chemie auf einem neu geschaffenen Lehrstuhl der Universität Genf. 1947 wurde er als Nachfolger von Emil Abderhalden Professor für Physiologische Chemie an der Universität Zürich und Direktor des zugehörigen Instituts. 1958 bis 1960 war er Dekan der Medizinischen Fakultät. 1973 wurde er emeritiert.
Er befasste sich besonders mit dem Aminosäure-Stoffwechsel, unter anderem der Biosynthese von Glutamin, Citrullin, Arginin, Glycin und Hippursäure. Ausserdem konnte er verschiedene biochemische enzymatische Reaktionen in Körperzellen lokalisieren. So lokalisierte er die Enzyme des Zitronensäurezyklus in den Mitochondrien (gleichzeitig in den USA von Albert Lester Lehninger gefunden). Ein weiteres Gebiet, für das er bekannt war, war die detaillierte Aufklärung des Fructose-Stoffwechsels, insbesondere den Fructose-Abbau in der Leber und die beteiligten Enzyme (wie Aldolase, deren Reindarstellung und Strukturaufklärung). Er befasste sich auch mit Biosynthese von Purinen und Pterinen.
1958 wurde er Mitglied der Leopoldina. Er war Mitglied im Schweizer Forschungsrat. 1961 wurde er Ehrendoktor der Medizinischen Fakultät der Universität Bern. 1960 erhielt er den Otto Naegeli-Preis.
1932 heiratete er Edith Bolza.

## Schriften
- mit S. Edlbacher: Lehrbuch der Physiologischen Chemie, De Gruyter 1954 und öfter,  (entstand aus der Bearbeitung von S. Edlbacher Kurzgefasstes Lehrbuch der Physiologischen Chemie), Neuauflage 1977 als Leuthardt: Intermediärstoffwechsel, De Gruyter.